# The Princess Diaries
The Princess Diaries és una pel·lícula estatunidenca adaptada al cinema a partir de la novel·la homònima de Meg Cabot.
La pel·lícula és protagonitzada per Anne Hathaway en el paper de la Mia Thermopolis, una jove que descobreix que és l'hereva al tron del fictici país de Genòvia, governada per la seva àvia, la reina Clarisse Renaldi, paper interpretat per Julie Andrews. El repartiment també inclou Heather Matarazzo com la millor amiga de la Mia, la Lilly Moscovitz, Héctor Elizondo com el cap de seguretat de la reina, i Robert Schwartzman com el germà de la Lilly, enamorat de la Mia.

## Argument
La vida de la Mia Thermopolis, una tímida adolescent que viu a San Francisco (EUA), canvia de sobte quan descobreix que és una princesa, hereva de la corona del petit principat europeu de Genòvia. La Mia comença un divertit viatge per ocupar el tron, però la seva estricta i increïble àvia, la reina Clarisse Renaldi, irromp en la seva vida per fer-li classes de protocol dignes d'una princesa. Tanmateix, acaben enfrontant-se: la Mia no té cap intenció de deixar la seva vida per governar un país tan llunyà i fins ara desconegut, mentre que la reina Clarisse insisteix que ha de complir amb el seu deure. La Clarisse està decidida a fer millorar la Mia perquè ocupi el tron que li correspon en la línia successòria de la família. La nova princesa s'enfronta a la decisió més important de la seva vida: seguir amb la seva família o deixar-ho tot i acceptar les responsabilitats que li corresponen a una princesa.

## Repartiment
- Julie Andrews[3]
- Anne Hathaway
- Héctor Elizondo
- Heather Matarazzo
- Mandy Moore
- Caroline Goodall
- Robert Schwartzman
- Terry Wayne
- Sandra Oh